# Contea di Camp
La contea di Camp (in inglese Camp County) è una contea dello Stato del Texas, negli Stati Uniti. La popolazione al censimento del 2010 era di 12 401 abitanti. Il capoluogo di contea è Pittsburg. La contea è stata fondata nel 1874, e prende il nome da John Lafayette Camp, un politico del Texas.
Camp County è rappresentata nella camera dei Rappresentanti del Texas dal repubblicano Bryan Hughes, un avvocato di Mineola.

## Geografia fisica
| Anno | Popolazione | ±%     |
| ---- | ----------- | ------ |
| 1880 | 5,951       |        |
| 1890 | 6,624       | 11.3%  |
| 1900 | 9,146       | 38.1%  |
| 1910 | 9,551       | 4.4%   |
| 1920 | 11,103      | 16.2%  |
| 1930 | 10,063      | −9.4%  |
| 1940 | 10,285      | 2.2%   |
| 1950 | 8,740       | −15.0% |
| 1960 | 7,849       | −10.2% |
| 1970 | 8,005       | 2.0%   |
| 1980 | 9,275       | 15.9%  |
| 1990 | 9,904       | 6.8%   |
| 2000 | 11,549      | 16.6%  |
| 2010 | 12,401      | 7.4%   |

Secondo l'Ufficio del censimento degli Stati Uniti d'America la contea ha un'area totale di 203 miglia quadrate (530 km²), di cui 196 miglia quadrate (510 km²) sono terra, mentre 7,4 miglia quadrate (19 km², corrispondenti al 3.6% del territorio) sono costituiti dall'acqua. È la terza contea più piccola del Texas.

### Strade principali
- U.S. Highway 259
- U.S. Highway 271
- State Highway 11

### Contee adiacenti
- Titus County (nord)
- Morris County (est)
- Upshur County (sud)
- Wood County (sud-ovest)
- Franklin County (ovest)